# زب ولز
زب ولز (به انگلیسی: Zeb Wells) یک فیلمنامه‌نویس، کارگردان و صداپیشه آمریکایی است. او به خاطر کارش در مارول کامیکس و همچنین نویسنده، کارگردان و صداپیشه سریال انیمیشن کمپانی ادالت سویم بنام مرغ ربات شهرت دارد. او همچنین خالق و تهیه‌کننده اجرایی سوپرمانشین و همچنین صداپیشگی مرغ ربات است.
- ولز در لیتلتون، کلرادو بزرگ شد و در دبیرستان کلمباین تحصیل کرد.
- ولز از سال ۲۰۱۰ تا ۲۰۲۳ با هیدی گاردنر یکی از بازیگران سریال پخش زنده شنبه شب ازدواج کرد.[۲][۳]